# Nèstor de Laranda
Nèstor de Laranda (en grec antic: Νέστωρ, llatí: Nestor) fou un poeta èpic grec suposadament nascut a Laranda a Lícia, segons la Suïda, mentre que Estrabó diu Laranda de Licaònia. Va viure en el regnat de l'emperador Septimi Sever, que va regnar de l'any 193 al 211.
La Suïda l'anomena poeta èpic. Esteve de Bizanci diu que va escriure un poema titulat Ἀλεξανδρείας (Fets d'Alexandre). Se'l considera el pare del poeta Pisandre de Laranda. Eustaci de Tessalònica li atribueix també una Odissea que va escriure λειπογράμματον (sense respectar la gramàtica, substituint la ς per una τ a tot arreu). La Suïda també el fa autor d'una Ilíada on va eliminar en cada cant la lletra que li donava títol: al primer llibre, α, no va utilitzar aquesta lletra; al segon, β, va prescindir d'aquesta, i així successivament. Es considera que va escriure Μεταμορφώσεις (Metamorfosis). Quatre fragments d'aquest autor figuren a l'Antologia grega. El quart epigrama retreu a alguns poetes el que vulguin escriure poemes sobre art quan n'estan poc qualificats. L'última línia la va recollir Erasme al proverbi Equitandi peritus ne canas ("El que sap muntar a cavall no canta").